# Panache Culture
Panache Culture is een Belgische reggaeband.

## Geschiedenis
De groep werd opgericht in 1986 door de Marokkaans-Belgische broers Hassan (zang), Abdelfetah (drums), Mohammad (bass) en Aziz Hamra (keyboards). Initieel aangevuld met artiesten uit Senegal, Italië en Griekenland. Later kwamen er muzikanten uit Jamaica, Engeland en Zaïre de groep versterken. Hun naam betekent (toepasselijk) 'verschillende culturen'. In de jaren 80 was de band vooral een studio-outfit, vaak ter ondersteuning van bekende(re) reggae-artiesten. Toen ze door Barry O'Hare werd verzocht te touren met o.a. Prezident Brown brak de groep door. De bands debuut was de single Dreadlock Holiday, die een hit werd in o.a. Duitsland en Italië.
Ze staan bekend om hun mix van Arabische en Jamaicaanse geluiden met drum 'n' bass beats. Hun albums Tell Them en Travel in a Dream werden bewerkt door de Mad Professor, die tevens in 1999 Moroccan Sunrise uitbracht met medewerking van de Hamra-broers. Aan Tell Them werkte voorts ook de beroemde Jamaicaanse trombonemuzikant Rico Rodriguez mee. Het album Travel to a Dream - met zijn mix van reggae en raï kon rekenen op de medewerking van Aswad horn-sectie en Mike Rose. Het album kreeg stomende reviews in de wereldmuziekmedia. 
Hun album Roots Experience bevatte invloeden uit de rap. Bekende nummers zijn onder andere  Je ne t'oublierai jamais en Lei lila.
Met hun programma 'Panache Play Bob tourden ze langs reggaefestivals in heel Europa.
In 2014 bewerkte de band Mozart tot reggae met de hulp van muzikanten van het Koninklijk Filharmonisch Orkest Luik.

## Discografie[3][4]

### Singles
- Dreadlock Holiday
- I Don't Like Reggae (ft. Macka B, 1992)
- No More War (ft LMS, 2001)
- Le Macho (2003)
- Le Discour/Pax America (ft. Prezident Brown, 2004)

### Albums
- Tell Them (1992)
- Travel in a Dream (1994)
- Roots Experience (1999)
- Le Discours (2003)